# Crystal Sky
Crystal Sky è il quarto album in studio della cantante tedesca Lena, pubblicato nel maggio 2015.

## Tracce
1. The Girl (Melisa Bester, Karl Johan Råsmark, Laila Samuelsen) – 4:09
2. Keep on Living (Lena Meyer-Landrut, Tim Myers, Rosi Golan, Richard Stannard, Ash Howes) – 3:21
3. Traffic Lights (Hayley Aitken, Harry Sommerdahl, Alexander James) – 2:48
4. All Kinds of Crazy (Meyer-Landrut, Beatgees, Laila Samuelsen, Katrina Noorbergen) – 3:40
5. Beat to My Melody (Meyer-Landrut, Noorbergen, Jonny Coffer, Sam Preston) – 3:36
6. Sleep Now (Noorbergen, Alexander Rethwisch, Konstantin Rethwisch, Heiko Fischer) – 3:47
7. Lifeline (Meyer-Landrut, Afshin Salmani, Josh Cumbee) – 3:06
8. 4 Sleeps (Meyer-Landrut, Beatgees, Samuelsen, Noorbergen) – 4:06
9. We Roam (Meyer-Landrut, Beatgees, Samuelsen, Noorbergen) – 3:47
10. Crystal Sky (Meyer-Landrut, Beatgees, Samuelsen, Noorbergen) – 3:28
11. Invisible (Meyer-Landrut, Noorbergen, Coffer, Preston) – 3:31
12. Catapult (Meyer-Landrut, Beatgees, Samuelsen, Noorbergen, Simbiatu Ajikawo) – 5:09 – featuring Kat Vinter & Little Simz
13. In the Light (Ian Barter, Aurora Aksnes, Norma Jean Martine, Noorbergen, Samuelsen) – 3:18
14. Home (Meyer-Landrut, Coffer, Preston, Katy Beth Young) – 3:42